# Николаус Меркатор
Николаус Меркатор (на немски: Nikolaus Mercator) е германски математик.
Роден е през 1620 година в Ойтин. Учи в Ростокския и Лайденския университет, живее известно време в Нидерландия, а през 1648 – 1654 година преподава в Копенхагенския университет. След това живее в Париж (1655 – 1657), Лондон (1652 – 1682) и Версай и работи като частен учител, прави астрономически наблюдения и участва в инженерни проекти. Най-известен е с въведените от него редове на Меркатор и с първото използване на термина „естествен логаритъм“.
Николаус Меркатор умира на 14 януари 1687 година във Версай.